# BABY I'M SORRY

## 소개
"BABY I'M SORRY"는 대한민국의 음악 그룹 B1A4의 노래이다. 첫 번째 정규앨범 THE B1A4 I IGNITION의 타이틀곡으로, 2012년 3월 14일에 발매됐다. 2012년 8월 29일 일본어로 번안되어 おやすみ Good Night에 수록되었다. "BABY I'M SORRY"는 B1A4의 멤버 진영이 작사, 작곡, 프로듀싱한 곡으로 강한 트랜스 리듬에 드럼 비트 베이스를 기반으로 한 번만 들어도 기억에 남을 만큼 매력적인 멜로디와 진영만의 독특한 구성과 감각적인 가사가 돋보이는 곡이다.